# Тврђава Моровић
Тврђава Моровић је средњовековно утврђење и варош на ушћу Студве у Босут, у атару села Моровић, у општини Шид. Сазидана је после 1332. године, представља непокретно културно добро као споменик културе од великог значаја.

## Историјат
Тврђава је подигнута по налогу мачванског бана Јована Маротија. Кратко време било је у поседу деспота Ђурђа Бранковића, а онда прелази у угарске руке, до доласка Турака. 

## Изглед
Основа утврђења је трапезаста, грађена од опеке. На сачуваним угловима, окренутим Босуту, нема кула, док према Weigel-овој карти из 1699. године пред утврђењем се виде два канала са мостовима и кулама које су вероватно постојале на друга два угла. Бедемски зидови, дебљине око 2 метра, очувани су у висини 2–2,5 метра, са делимично видљивим спољним ојачањима – контрафорима. Изван утврђења налази се црква посвећена Светој Марији, са звоником чији су отвори урађени у облику крстообразних пушкарница. Око цркве је касносредњовековно гробље.
Тврђава Моровић је запустела после турских освајања и до сада нису вршена ни археолошка ни архитектонска истраживања.